# Paolo Zerbino
Paolo Zerbino (Carpeneto, 21 giugno 1905 – Dongo, 28 aprile 1945) è stato un politico e prefetto italiano. Fu ministro dell'Interno della Repubblica sociale italiana.

## Biografia
Aderì giovanissimo al movimento fascista, quindi si laureò in Giurisprudenza all'Università di Pisa. Terminati gli studi, si trasferì in Tripolitania dove si occupò della gestione di diverse aziende.

### Federale a Vercelli e Alessandria

Zerbino il 19 marzo 1939 riceve dal suo vice Antonio Bodo la qualifica di squadrista e Sciarpa Littorio

Ricoprì gli incarichi di segretario federale sia a Vercelli dal 28 novembre 1935 al 27 febbraio 1940, sia ad Alessandria dal 28 febbraio successivo al 14 giugno 1941.
Nel 1941 fu nominato prefetto della nuova provincia di Spalato.

### Repubblica Sociale Italiana

Zerbino durante la RSI

Nel settembre del 1943 aderisce al Partito Fascista Repubblicano di cui è commissario speciale presso la Federazione di Roma. Il 30 settembre Zerbino è nominato capo della Provincia di Torino e assume ufficialmente l'incarico il 21 ottobre 1943. Il 7 maggio 1944 diventa sottosegretario agli Interni della Repubblica sociale italiana. Il 21 settembre 1944 è inoltre nominato commissario straordinario per il Piemonte. Lascia l'incarico di sottosegretario il 21 febbraio 1945, quando assume la carica di Ministro dell'Interno al posto di Guido Buffarini Guidi. Nell'aprile del 1945 i partigiani lo presero prigioniero a Dongo e, insieme ad altri membri del governo della Repubblica Sociale Italiana, fu fucilato il successivo 28 aprile. Venne poi portato a Milano assieme agli altri corpi ed esposto a piazzale Loreto, indi portato all'Obitorio Civico. Il 2 maggio assieme agli altri venne sepolto al Cimitero Maggiore, per poi essere definitivamente sepolto al Cimitero Monumentale.